# صلاح جاهین
محمد صلاح‌الدین بهجت احند حلمی (محمد صلاح الدين بهجت أحمد حلمي) با نام مستعار صلاح جاهین ؛ ۲۵ دسامبر ۱۹۳۰ – ۲۱ آوریل ۱۹۸۶) یک شاعر، ترانه‌سرا، نمایش‌نامه‌نویس و کارتونیست اهل مصر بود.